# Secretary of State for the Southern Department
Secretary of State for the Southern Department (dansk: minister for det sydlige departement) var en engelsk (senere britisk) ministerpost, der blev opretter i 1660 og nedlagt i 1782.

## Både indenrigs- og udenrigsminister
Den sydlige minister var både indenrigs- og udenrigsminister.
Som indenrigsminister var han ansvarlig for den sydlige del af de britiske øer (det sydlige England samt Wales og Irland).
Som udenrigsminister havde han ansvaret for forbindelserne til de sydlige lande (de katolske og muslimske lande). 
Oprindeligt var den sydlige minister også minister for kolonierne i Nordamerika. I 1768 blev de amerikanske kolonier overflyttede til et nyoprettet koloniministerium. 

## Det nordlige departement
Sideløbende med det sydlige ministerium var der også et nordligt ministerium (Secretary of State for the Northern Department).
Den nordlige minister var indenrigsminister for det nordlige England. I 1746 blev han også indenrigsminister for Skotland.
Som udenrigsminister havde den nordlige minister ansvaret for forbindelserne til de nordlige lande (de protestantiske lande). 

## Nedlæggelse
I 1782 blev de sydlige og nordlige ministerier nedlagte. Opgaverne  blev delt mellem det nye udenrigsministerium og det nye indenrigsministerium.

## Sydlige ministre
Denne liste er ufuldstændig; hjælp gerne med at udfylde den.
- 1717 – 1718: Joseph Addison (irsk regeringsleder (Chief Secretary for Ireland) i 1708 – 1710 og i 1714 – 1715)
- 1748 – 1751: John Russell, 4. hertug af Bedford
- 1757 – 1761: William Pitt den ældre